# Helgö
Helgö es una isla en el municipio de Ekerö en la provincia de Estocolmo, en el país europeo de Suecia. Se trata de una isla lacustre puesto que situada en el lago Mälaren. La mayor anchura de la isla alcanza aproximadamente 1,5 km, con unos 5 km de largo y cubriendo unas 48 hectáreas.
La isla es quizás más conocida por su zona arqueológica importante. La antigua ciudad comercial en Helgö comenzó a surgir en torno al año 200 DC. y esa 500 años más antigua que las de Birka y Björkö.